# Pascal Hérold
Pascal Hérold (Neuilly-sur-Seine, Francia, 30 de noviembre de 1949) es un productor de videojuegos francés. Fue uno de los fundadores de Duran Duboi y de Nadeo.

## Historia
Hérold fundó en 1966 un grupo de rock con Olivier de Funès, el segundo hijo de Louis de Funès.
Fue en el año 1974 cuando se introdujo en el mundo de la animación y efectos especiales, fundando junto a su mujer la empresa "DURAN". Más adelante se especializó en efectos especiales para películas.
Además de dedicarse a otros oficios como la música o el cine (produciendo 3 películas convencionales y 2 animadas), también fue el presidente de la Copa América de regata desde 1999 a 2009.
Ya en el año 2000 junto a Florent Castelnérac y sus amigos fundaron la empresa Nadeo, que colaboró en el videojuego Virtual Skipper 2 junto a Pascal, así como trabajaron después juntos en la franquicia TrackMania.

## Créditos en Nadeo

### Producción
- TrackMania
- TrackMania Original
- TrackMania Sunrise eXtreme
- TrackMania Nations ESWC
- TrackMania United Forever
- TrackMania Nations Forever

### Diseño de niveles
- TrackMania United